# Alperen Acet
Alperen Acet (Nazilli, 2 aprile 1998) è un altista turco, ex detentore del record nazionale di disciplina.

## Record nazionali
Seniores
- Salto in alto: 2,30 m ( Cluj-Napoca, 3 giugno 2018)
- Salto in alto indoor: 2,26 m ( Istanbul, 16 febbraio 2019)

## Palmarès
| Anno | Manifestazione                    | Sede         | Evento        | Risultato | Prestazione | Note |
| ---- | --------------------------------- | ------------ | ------------- | --------- | ----------- | ---- |
| 2014 | Mondiali juniores                 | Eugene       | Salto in alto | 21º (q)   | 2,00 m      |      |
| 2014 | Giochi olimpici giovanili         | Nanchino     | Salto in alto | 9º (q)    | 2,07 m      |      |
| 2015 | Mondiali allievi                  | Cali         | Salto in alto | 4º        | 2,14 m      |      |
| 2016 | Mondiali juniores                 | Bydgoszcz    | Salto in alto | 12º       | 2,14 m      |      |
| 2016 | Camp. del Mediterraneo U23        | Tunisi       | Salto in alto | Bronzo    | 2,08 m      |      |
| 2017 | Campionati balcanici indoor       | Belgrado     | Salto in alto | 4º        | 2,16 m      |      |
| 2017 | Giochi della solidarietà islamica | Baku         | Salto in alto | 5º        | 2,19 m      |      |
| 2017 | Europei juniores                  | Grosseto     | Salto in alto | 4º        | 2,22 m      |      |
| 2018 | Campionati balcanici              | Stara Zagora | Salto in alto | Oro       | 2,24 m      |      |
| 2018 | Camp. del Mediterraneo U23        | Jesolo       | Salto in alto | Bronzo    | 2,16 m      |      |
| 2018 | Europei                           | Berlino      | Salto in alto | 5º        | 2,24 m      |      |
| 2019 | Campionati balcanici indoor       | Istanbul     | Salto in alto | Argento   | 2,26 m      |      |
| 2019 | Europei indoor                    | Glasgow      | Salto in alto | 12º (q)   | 2,21 m      |      |
| 2019 | Europei under 23                  | Gävle        | Salto in alto | 9º        | 2,11 m      |      |
| 2019 | Universiadi                       | Napoli       | Salto in alto | Argento   | 2,24 m      |      |
| 2019 | Campionati balcanici              | Pravec       | Salto in alto | Argento   | 2,23 m      |      |
| 2020 | Campionati balcanici indoor       | Istanbul     | Salto in alto | Bronzo    | 2,18 m      |      |
| 2022 | Giochi del Mediterraneo           | Orano        | Salto in alto | 9º        | 2,13 m      |      |
| 2023 | Universiadi                       | Chengdu      | Salto in alto | 9º        | 2,15 m      |      |
| 2023 | Mondiali                          | Budapest     | Salto in alto | 23° (q)   | 2,22 m      |      |
| 2024 | Europei                           | Roma         | Salto in alto | 10º       | 2,22 m      |      |
| 2024 | Giochi olimpici                   | Parigi       | Salto in alto | 22º (q)   | 2,20 m      |      |
| 2025 | Europei indoor                    | Apeldoorn    | Salto in alto | 7º        | 2,17 m      |      |

## Altre competizioni internazionali
2019
- Oro agli Europei a squadre ( Sandnes), salto in alto - 2,21 m